# Tésenfa
Tésenfa é um município da Hungria, situado no condado de Baranya. Tem 8,4 km² de área e sua população em 2019 foi estimada em 197 habitantes.